# V jezírkách
Národní přírodní památka V jezírkách je zvláště chráněné území o rozloze 2,98 ha nacházející se uvnitř železničního zkušebního okruhu Cerhenice v okrese Kolín ve středních Čechách. Území zahrnuje trvalé a periodicky zaplavované tůně, na které je vázáno rozmnožování vzácných obojživelníků, největší plochu NPP zaujímají louky.
Předmětem ochrany jsou populace a biotopy rostlin prstnatce pleťového, vstavače bahenníhoa žluťuchy žluté a obojživelníků blatnice skvrnité a kuňky ohnivé, dále travinné ekosystémy luk a pastvin, mokřadní a vodní ekosystémy slatinných a přechodových rašelinišť a vegetace parožnatek.
Lokalita je chráněna od roku 1988 a na stejném území byla v roce 2009 v rámci soustavy Natura 2000 vyhlášena stejnojmenná evropsky významná lokalita.

## Lokalita
Národní přírodní památka V jezírkách se nachází uvnitř železničního zkušebního okruhu Cerhenice, který leží mezi obcemi Sokoleč, Velim a Cerhenice v okrese Kolín. Celé území NPP zaujímá 2,98 ha a spadá do katastrálního území obce Velim. Přístup k lokalitě je možný po polní cestě, z které jsou vidět tabulky značící hranici zvláště chráněného území. Při východním a západním okraji NPP se nacházejí malé lesní plochy a celou oblast obklopují pole.

## Historie
Současný charakter lokality vychází z jejího dřívějšího využívání pro pastvu nebo kosení. V době odvodňovacích melioračních úprav okolních zemědělských ploch bylo toto místo, vzhledem k nevhodnosti pro intenzivní zemědělství, ušetřeno, a zachovaly se tak biotopy vzácných obojživelníků a rostlin. V minulosti byla lokalita ohrožena zavážením zeminou v rámci náhradních rekultivací, při kterém došlo k nevratnému poškození části cenného území jižně od současné NPP. Toto ohrožení vedlo k zavedení územní ochrany.

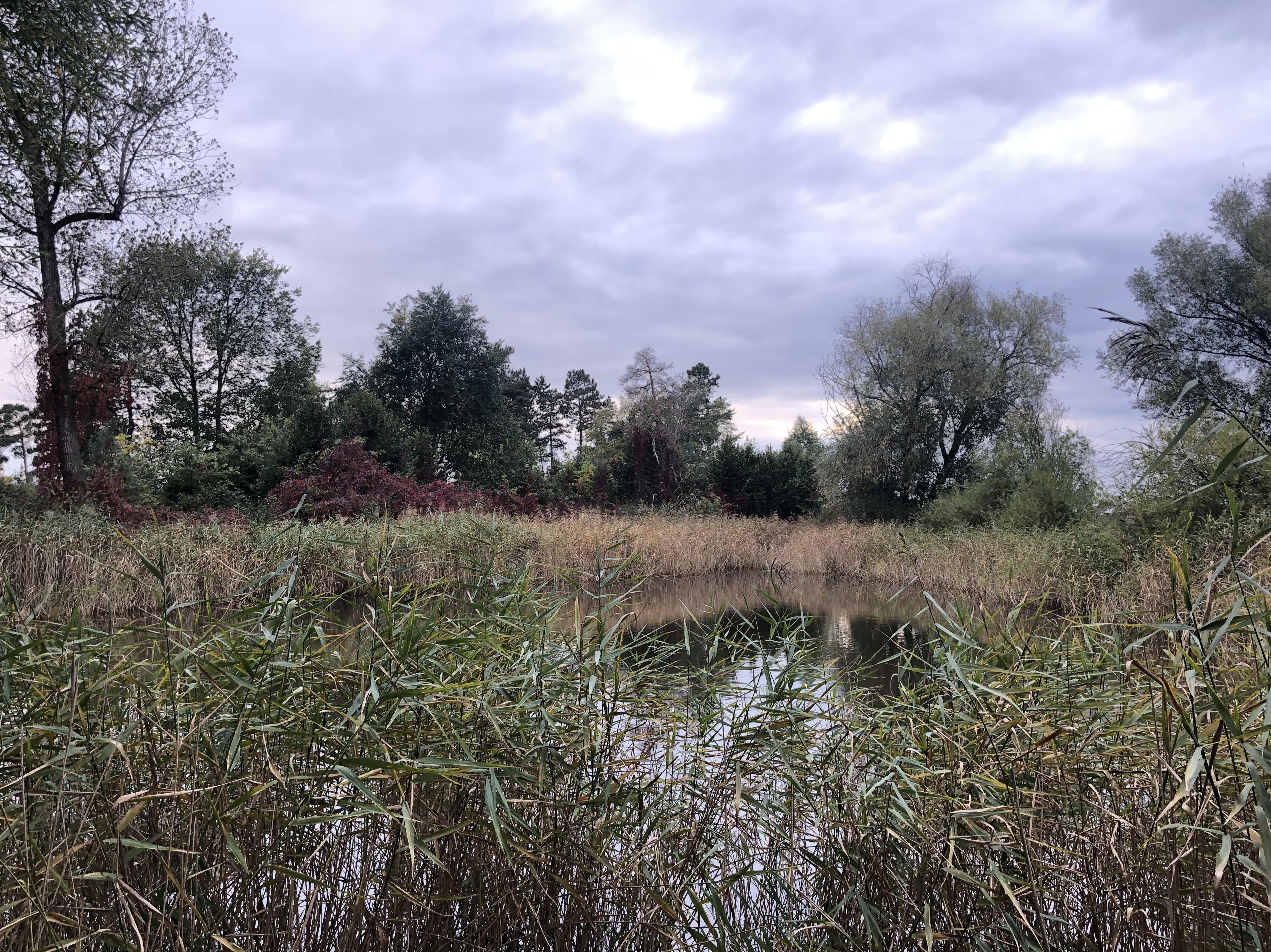
Vodní nádrž na západním okraji NPP v říjnu 2020

Vodní nádrž v západní části NPP byla uměle vytvořena pravděpodobně těžbou štěrkopísku a později byla využívána k rybaření, čemuž je přisuzováno vymizení parožnatek z této tůně. V současnosti není žádná z vodních ploch na území NPP rybářsky využívána.
První ochrana této lokality byla stanovena dne 17. prosince 1987 s účinností od 1. ledna 1988 Okresním národním výborem v Kolíně dle zákona č. 40/1987 Sb., o státní ochraně přírody. Tímto byl za účelem ochrany lokality chráněných druhů mokřadních rostlin, zejména vstavačovitých, a chráněných obojživelníků určen chráněný přírodní výtvor V jezírkách. Národní přírodní památka V jezírkách byla naposledy vyhlášena dne 30. 11. 2018 s platností od 1. ledna 2019 Ministerstvem životního prostředí dle zákona č. 114/1992 Sb., o ochraně přírody a krajiny.
Roku 2009 byla oblast začleněna také do seznamu evropsky významných lokalit v rámci soustavy Natura 2000.

## Přírodní poměry

### Geologie a pedologie
Chráněné území je součástí geomorfologického celku Středolabská tabule a spadá do teplé klimatické oblasti. Leží v nadmořské výšce kolem 193 metrů nad mořem. Geologický podklad zde tvoří labské štěrkopísky a slíny až slínovce. Půdy představují vápnité, mírně zasolené černozemě s různým podílem štěrkopísku.

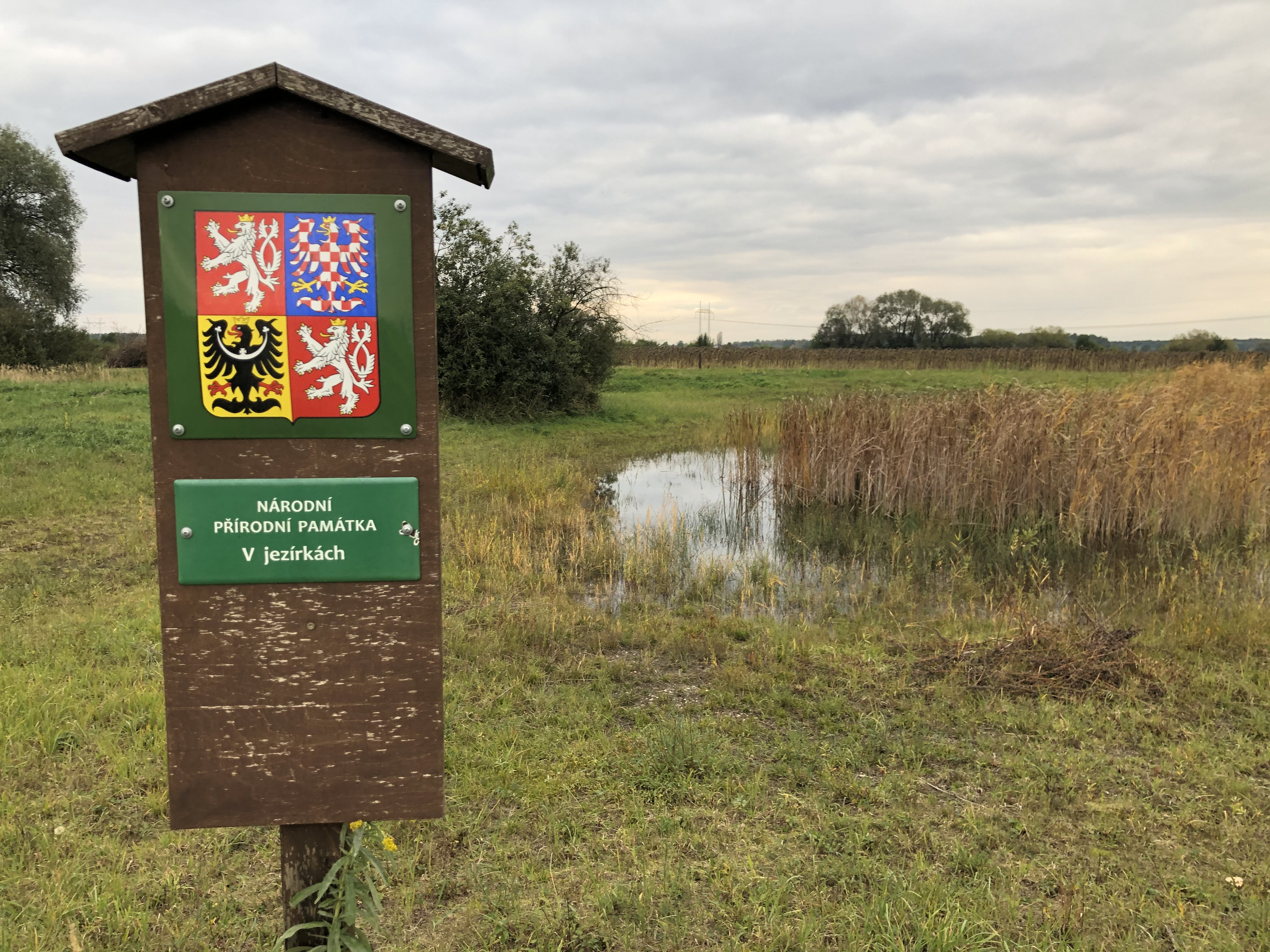
Hranice NPP s pohledem na tůň ve střední části lokality

### Hydrologie
Součástí lokality jsou dvě periodicky zaplavované tůně ve střední a východní části a trvalá vodní nádrž v západní části NPP. Výskytem vodních ploch byl inspirován název „V jezírkách“. Na vodní ekosystémy je vázán výskyt a rozmnožování vzácných obojživelníků a populace vodních rostlin, například parožnatek. Na jaře bývají zaplavovány také některé části luk. Vodní režim území NPP může být ovlivněn soustavou melioračních kanálů okolních polí snižováním vodní hladiny. Lokalita spadá do oblasti Polabí s průměrným ročním úhrnem srážek 553 mm. Vody jsou tvrdé oligotrofní až mezotrofní.

### Vegetace
Dle fytogeografického členění České republiky spadá oblast do fytogeografického obvodu Českého termofytika, fytogeografického okresu Střední Polabí a podokresu Poděbradské Polabí.
Vegetace vodních ekosystémů zahrnuje populace parožnatek Chara globularis a Chara hispida, bublinatky jižní (Utricularia australis) a lakušníku niťolistého (Ranunculus trichophyllum). Z vzácných druhů lučních rostlin se zde nachází silně ohrožená žluťucha žlutá (Thalictrum flavum) a orchideje prstnatec pleťový (Dactylorhiza incarnata) a vstavač bahenní (Orchis palustris). Na jaře dochází k zaplavování některých částí luk, což umožňuje růst blatouchu bahenního (Caltha palustris), který je běžným druhem podmáčených luk. Na většině území NPP je hojná silně ohrožená ožanka čpavá (Teucrium scordium).
Kromě výskytu těchto cenných populací a společenstev však dochází také k zarůstání invazivními a expanzivními druhy jako jsou třtina křovištní (Calamagrostis epigejos), zlatobýl kanadský (Solidago canadensis) a obrovský (Solidago gigantea), loubinec popínavý (Parthenocissus inserta, syn. Parthenocissus vitacea) nebo rákos obecný (Phragmites australis), jejichž porosty jsou redukovány kosením či vytrháváním. Podobně nežádoucí jsou zde také porosty náletových dřevin, především v západní části NPP.

### Fauna

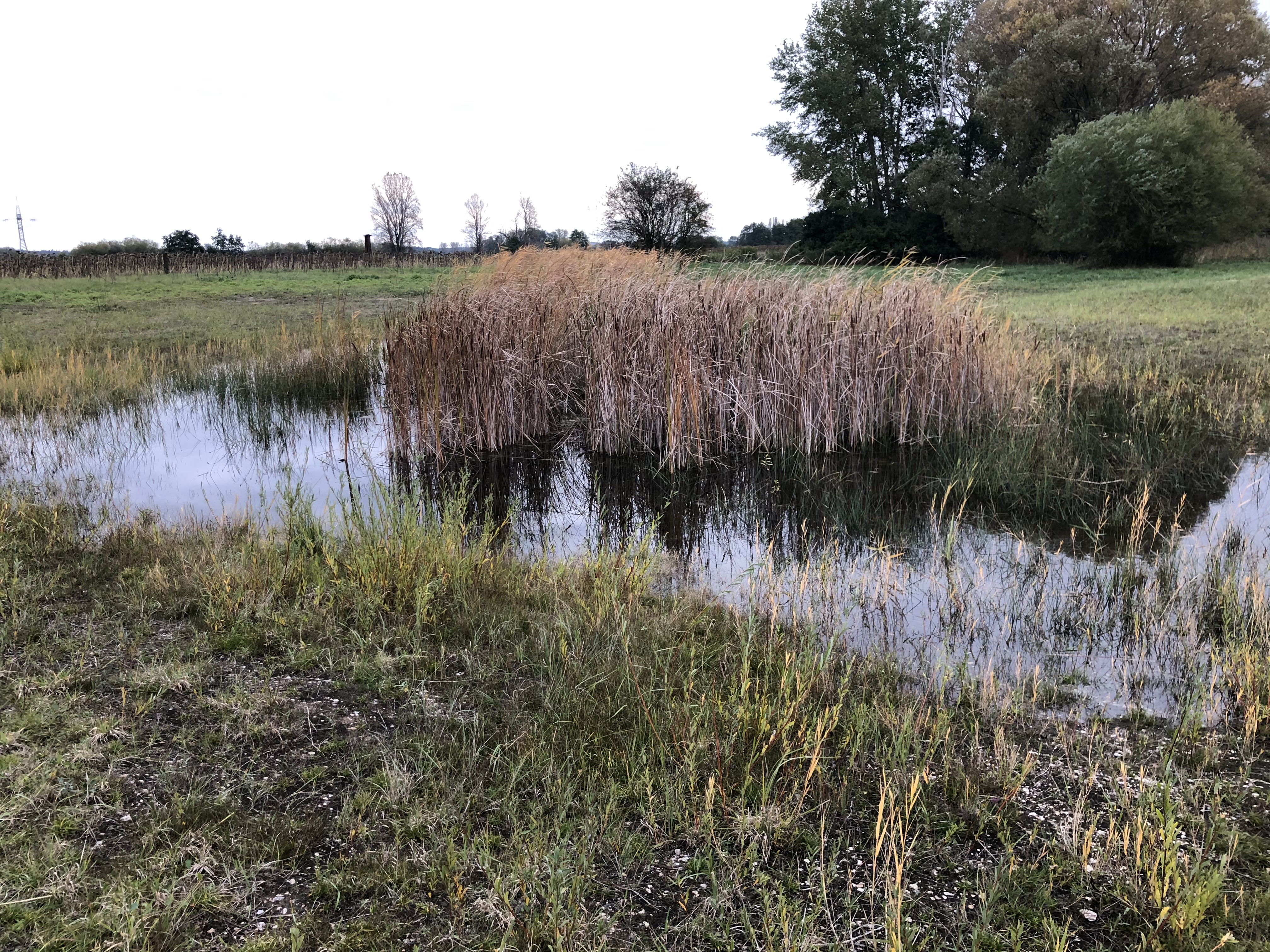
Periodicky zaplavovaná tůňka ve střední části NPP

K nejvýznamnějším druhům zdejší fauny patří vzácní a ohrožení obojživelníci, kteří využívají tůně jako prostředí ke svému rozmnožování a vývoji. Jedná se o blatnici skvrnitou (Pelobates fuscus) a kuňku ohnivou (Bombina bombina), jejichž populace jsou jedním z předmětů ochrany této národní přírodní památky. Na vodní ekosystémy je vázán také výskyt vodních měkkýšů levotočky bažinné (Aplexa hypnorum) a lištovky lesklé (Segmentina nitida) a čolka obecného (Lissotriton vulgaris). Z vodního hmyzu zde žije více než deset druhů vážek.
Rákosiny, keře a koruny stromů zde slouží jako útočiště pro mnohé ptáky, a to zejména v zimě a době jejich rozmnožování. V rákosovém porostu tůně ve východní části NPP hnízdí moták pochop (Circus aeruginosus) neboli pochop rákosní, pro něhož představují tůně s rákosinami a okolní pole typické prostředí. Dále se zde vyskytují například slavík obecný (Luscinia megarhynchos), moudivláček lužní (Remiz pendulinus) a další druhy pěvců.
Při výzkumu půdních bezobratlých zde byla nalezena stabilní populace svinky Armadillidium zenckeri. Současně s nálezem v NPP Slatinná louka u Velenky se jednalo o první výskyt tohoto druhu na území Čech.

## Ochrana

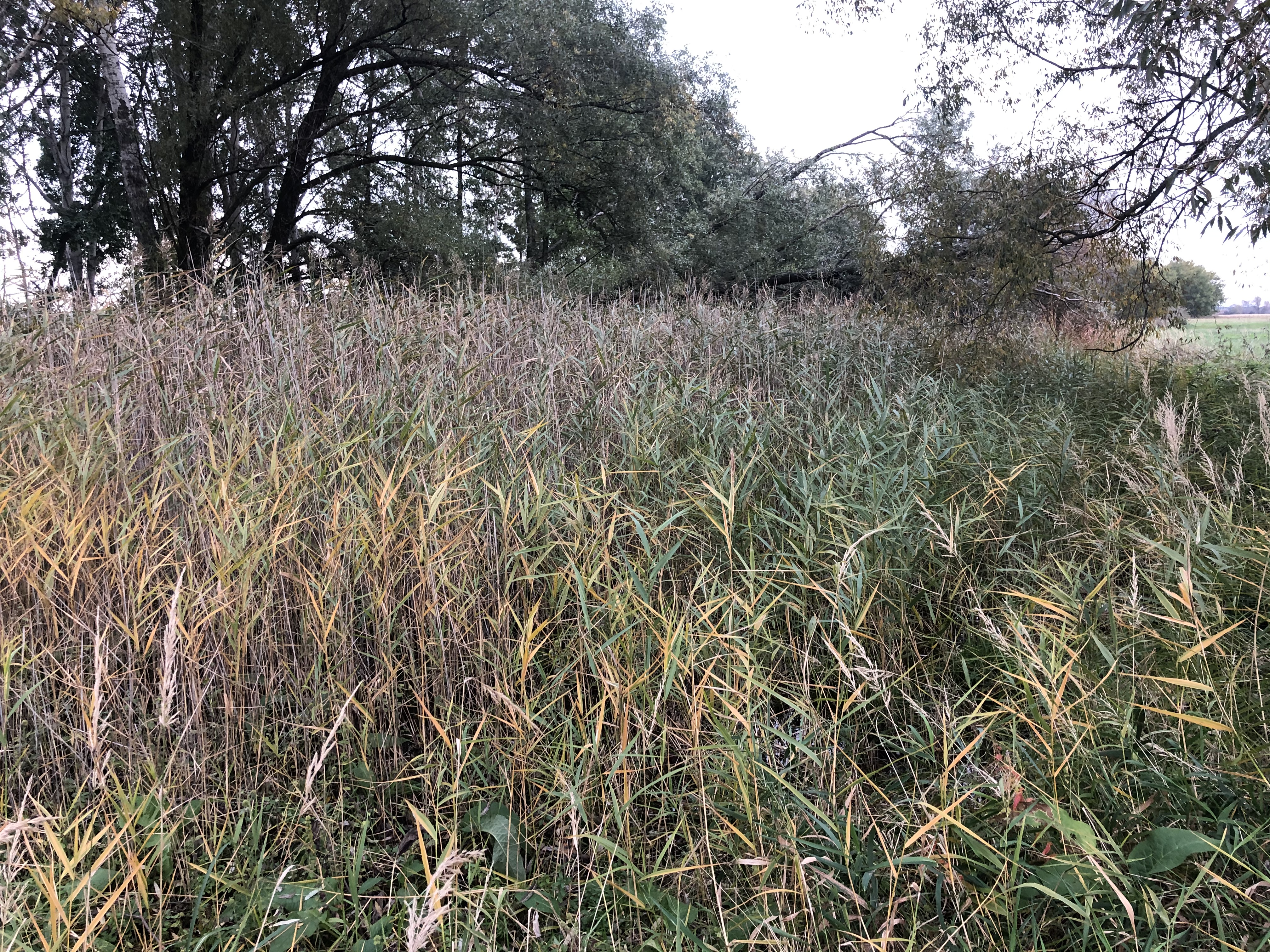
Tůň s rákosovým porostem ve východní části NPP

Lokalita je chráněna od roku 1988, původně jako chráněný přírodní výtvor „V jezírkách“. Nyní se dle kategorizace zvláště chráněných území (ZCHÚ) České republiky jedná o národní přírodní památku (NPP). Dle IUCN (Mezinárodní svaz ochrany přírody) odpovídá kategorii IV – území pro péči o stanoviště/druhy. Výměra NPP činí 2,98 ha. Ochranné pásmo zde nebylo vyhlášeno a je jím tedy dle zákona pás do vzdálenosti 50 metrů od hranice zvláště chráněného území. Předmětem ochrany NPP jsou dle vyhlášky z roku 2018 populace a biotopy vzácných a ohrožených druhů rostlin prstnatce pleťového (Dactylorhiza incarnata), vstavače bahenního (Orchis palustris) a žluťuchy žluté (Thalictrum flavum) a živočichů blatnice skvrnité (Pelobates fuscus) a kuňky ohnivé (Bombina bombina), travinné ekosystémy luk a pastvin, mokřadní a vodní ekosystémy slatinných a přechodových rašelinišť a vegetace parožnatek. Péči o lokalitu zajišťuje Agentura ochrany přírody a krajiny ČR, Správa chráněné krajinné oblasti Kokořínsko-Máchův kraj. Aktuální plán péče, ve kterém byly navrženy vhodné zásahy a činnosti pro jednotlivé části NPP, byl utvořen pro období 2019–2026 a schválen Ministerstvem životního prostředí dne 1. 1. 2019.

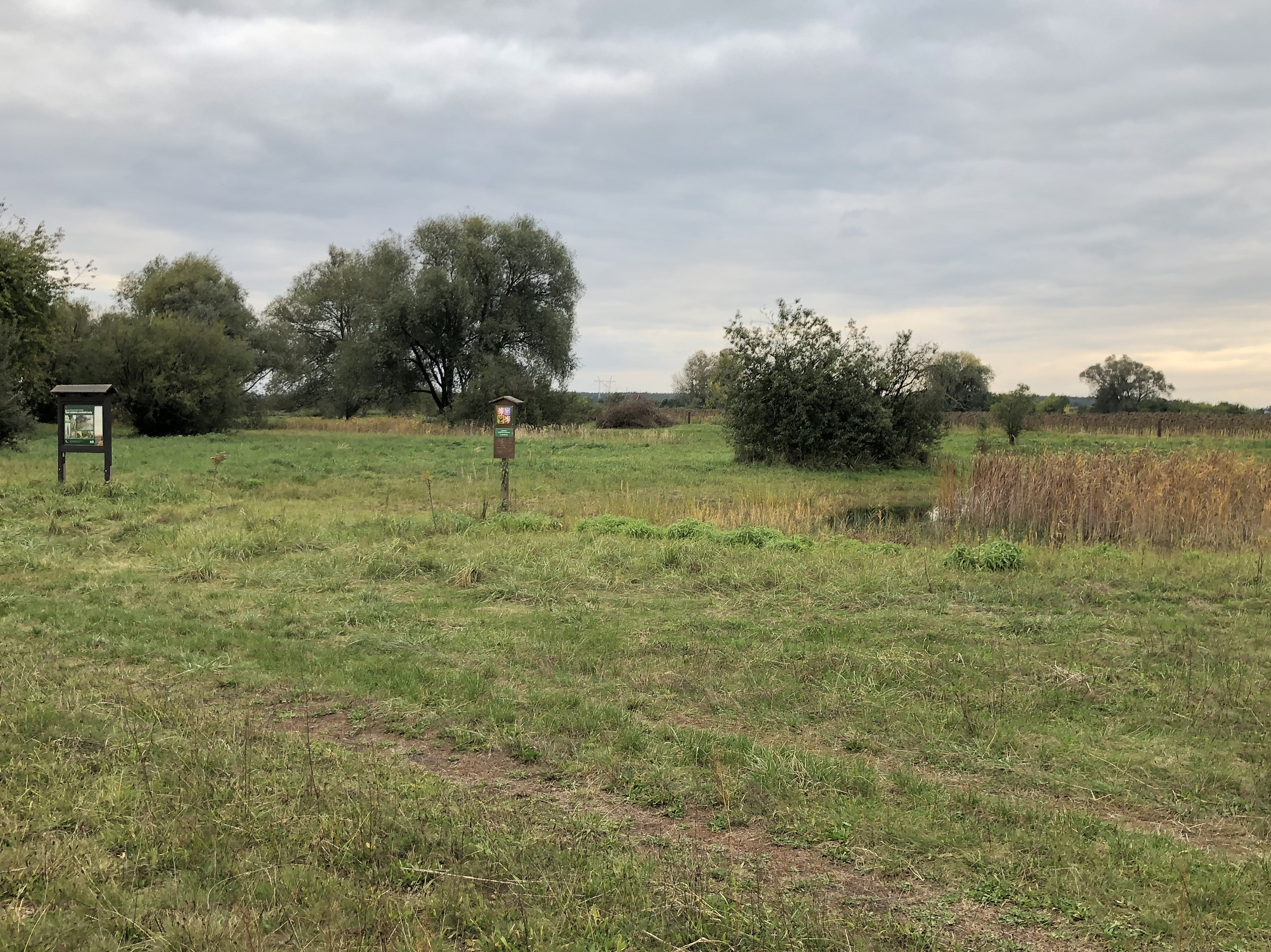
Pohled na střední část NPP s informační tabulí

Pro oblast lesíku a břehu tůně v západní části ZCHÚ bylo navrženo prosvětlení výběrem neperspektivních stromů, pokácením topolů a vyřezáním rozrostlých křovin a likvidace porostů loubince popínavého. Na uvolněné plochy má být vysazen dub letí (Quercus robur). Při odstraňování dřevin je vhodné zachování některých vzrostlých stromů, sloužících jako útočiště pro různé druhy ptactva. Západní a východní tůně mají být dle plánu péče odbahněny a u břehů vymodelován pozvolný sklon a zálivy. V případě zarůstání tůní má byt vysoká vegetace redukována. Tyto zásahy by měly probíhat mimo období rozmnožování obojživelníků. Druhová skladba ryb v trvalé tůni je regulována odlovem nepůvodních druhů a podporou dravých ryb. Na nelesních plochách mají být odstraňovány náletové dřeviny a v různých intervalech, dle typu vegetace, probíhat kosení. Dvakrát ročně by se mělo kosení provádět na plochách s porosty invazivních a expanzivních rostlin, jedenkrát ročně v případě slatin a vysokobylinné kontinentální vegetace. Zde je možné také narušování drnu pro podporu vstavačovitých. U rákosových porostů je vhodné kosení jednou za tři roky a mělo by být načasováno mimo období hnízdění motáka pochopa (Circus aeruginosus), který hnízdí v oblasti tůně ve východní části NPP.
Předmětem ochrany Evropsky významné lokality V jezírkách o rozloze 2,94 ha jsou tvrdé oligo-mezotrofní vody s bentickou vegetací parožnatek, vlhkomilná vysokobylinná lemová společenstva nížin a horského až alpínského stupně a zásaditá slatiniště. 

## Turismus
NPP V jezírkách představuje místo vhodné na procházky, ideálně v jarním období, kdy kvetou orchideje. Vzhledem k ochraně těchto rostlin je třeba dbát určité opatrnosti, aby nedošlo k jejich pošlapání. Sbírání rostlin je stejně jako odchyt živočichů zakázáno.
Lokalita je přístupná z polní cesty směřující od obce Sokoleč k Velimi. Těmito vesnicemi prochází také cyklistická stezka, která však nevede přímo k NPP. Podél hranic chráněného území je umístěno několik informačních tabulí, které návštěvníkům poskytují základní informace o této lokalitě.